# Justin Francis Rigali
Justin Francis Rigali (ur. 19 kwietnia 1935 w Los Angeles) – amerykański duchowny katolicki, dyplomata watykański, wysoki urzędnik Kurii Rzymskiej, emerytowany arcybiskup Filadelfii, kardynał.

## Życiorys
Pochodzi z wielodzietnej, religijnej rodziny; z sześciorga rodzeństwa jeden z braci został jezuitą, a siostra zakonnicą. Studiował filozofię i teologię w seminarium w Los Angeles, San Fernando i Camarillo, przyjął święcenia kapłańskie z rąk kardynała Jamesa McIntyre w Los Angeles 25 kwietnia 1961. Wkrótce wyjechał na dalsze studia do Rzymu; obronił doktorat z prawa kanonicznego na Papieskim Uniwersytecie Gregoriańskim (1964), otrzymał także dyplom watykańskiej szkoły dyplomatycznej (Papieskiej Akademii Kościelnej, 1966). Latem 1964 na krótko powrócił do Los Angeles, gdzie pracował jako duszpasterz w parafii św. Magdaleny w Pomonie. W listopadzie 1964 podjął pracę w sekcji anglojęzycznej watykańskiego Sekretariatu Stanu.
Pełnił m.in. funkcję sekretarza nuncjatury na Madagaskarze oraz w delegaturach apostolskich na Reunionie i Mauritiusie. W lutym 1970 został szefem sekcji anglojęzycznej Sekretariatu Stanu. Jako tłumacz języka angielskiego towarzyszył kolejnym papieżom Pawłowi VI i Janowi Pawłowi II w ich podróżach zagranicznych. Niezależnie od tych funkcji przez wiele lat był kapelanem sióstr karmelitanek w klasztorze św. Józefa w Rzymie; nosi tytuły kapelana Jego Świątobliwości (1967) i prałata honorowego (1980).
W czerwcu 1985 został mianowany arcybiskupem tytularnym Volsinium, jednocześnie rektorem Papieskiej Akademii Kościelnej; sakry biskupiej udzielił mu Jan Paweł II 14 września 1985 w Albano Laziale. W grudniu 1989 został powołany na sekretarza Kongregacji ds. Biskupów, a w styczniu 1990 na sekretarza Kolegium Kardynalskiego. Prowadził również działalność duszpasterską w rzymskich parafiach i seminariach. W styczniu 1994 został mianowany arcybiskupem metropolitą St. Louis, a w lipcu 2003 – arcybiskupem metropolitą Filadelfii. Uczestniczył w sesjach Światowego Synodu Biskupów w Watykanie, w tym poświęconej Kościołowi w Ameryce jesienią 1997.
21 października 2003 papież Jan Paweł II kreował go kardynałem prezbiterem, z tytułem S. Prisca.
19 lipca 2011 papież Franciszek przyjął dymisję Rigaliego, a jego następcą został Charles Chaput. Oficjalnym powodem było osiągnięcie wieku emerytalnego, nieoficjalnie jednak wpływ na decyzję miało tuszowanie przez Rigaliego przypadków pedofilii w Kościele.
Uczestnik konklawe 2005 i konklawe 2013 roku. 19 kwietnia 2015 w związku z ukończeniem 80 lat utracił prawo do czynnego udziału w przyszłych konklawe.